# Superliga Série A 2019-2020 (femminile)
La Superliga Série A 2019-2020, 42ª edizione della massima serie del campionato brasiliano femminile di pallavolo, si è svolta dal 12 novembre 2019 al 10 marzo 2020: al torneo hanno partecipato 12 squadre di club brasiliane e la vittoria finale non è stata assegnata ad alcuna squadra a seguito dell'interruzione del campionato a causa della pandemia di COVID-19.

## Regolamento

### Formula
Le squadre hanno disputato un girone all'italiana, con gare di andata e ritorno, per un totale di ventidue giornate; al termine della regular season:
- Le prime otto classificate hanno avuto accesso ai play-off scudetto, strutturati in quarti di finale, semifinali e finale, giocando sempre al meglio di due vittorie su tre gare, con incroci basati sul piazzamento in stagione regolare.
- Le ultime due classificate sono retrocesse in Superliga Série B.

A seguito del diffondersi della pandemia di COVID-19 in Brasile, il 19 marzo 2020 la CBV ha chiuso in anticipo il campionato con una classifica finale che non prevede l'assegnazione dello scudetto, mentre è stata confermata la validità delle retrocessioni.

### Criteri di classifica
Se il risultato finale è stato di 3-0 o 3-1 sono stati assegnati 3 punti alla squadra vincente e 0 a quella sconfitta, se il risultato finale è stato di 3-2 sono stati assegnati 2 punti alla squadra vincente e 1 a quella sconfitta.
L'ordine del posizionamento in classifica è stato definito in base a:
- Punti;
- Numero di partite vinte;
- Ratio dei set vinti/persi;
- Ratio dei punti realizzati/subiti.

## Squadre partecipanti
Alla Superliga Série A 2019-2020 partecipano 12 squadre di club brasiliane; tra le squadre aventi diritto di partecipazione:
- Il Country Club e il Flamengo sono state promosse come prima e seconda dalla Superliga Série B[2].

| Club           | Stagione | Città              | Impianto                                 | Stagione precedente      |
| -------------- | -------- | ------------------ | ---------------------------------------- | ------------------------ |
| Barueri        | dettagli | Barueri            | Ginásio Poliesportivo José Corrêa        | 6ª in Superliga Série A  |
| Bauru          | dettagli | Bauru              | Ginásio do Esporte Clube Noroeste        | 4ª in Superliga Série A  |
| Country Club   | dettagli | Valinhos           | Ginásio Pedro Ezequiel                   | 1ª in Superliga Série B  |
| Flamengo       | dettagli | Rio de Janeiro     | Ginásio do Maracanãzinho                 | 2ª in Superliga Série B  |
| Fluminense     | dettagli | Rio de Janeiro     | Ginásio da Hebraica                      | 7ª in Superliga Série A  |
| Minas          | dettagli | Belo Horizonte     | Arena Juscelino Kubitschek               | Campione del Brasile     |
| Osasco         | dettagli | Osasco             | Ginásio Professor José Liberatti         | 3ª in Superliga Série A  |
| Paranaense     | dettagli | Curitiba           | Ginásio do Colégio Positivo              | 8ª in Superliga Série A  |
| Pinheiros      | dettagli | San Paolo          | Ginásio Poliesportivo Henrique Villaboim | 9ª in Superliga Série A  |
| Praia Clube    | dettagli | Uberlândia         | Ginásio Oranides Borges do Nascimento    | 2ª in Superliga Série A  |
| Rio de Janeiro | dettagli | Rio de Janeiro     | Ginásio do Tijuca Tênis Clube            | 5ª in Superliga Série A  |
| São Caetano    | dettagli | São Caetano do Sul | Complexo Poliesportivo Lauro Gomes       | 10ª in Superliga Série A |

## Torneo

### Regular season

#### Risultati
| Prima giornata |                             |     |                                   |
|                |                             |     |                                   |
| 12-11          | São Caetano - Osasco        | 0-3 | 17-25, 19-25, 17-25               |
| 12-11          | Barueri - Fluminense        | 3-0 | 27-25, 25-20, 25-18               |
| 12-11          | Country Club - Praia Clube  | 0-3 | 16-25, 21-25, 15-25               |
| 12-11          | Pinheiros - Bauru           | 3-2 | 25-22, 26-24, 23-25, 17-25, 15-10 |
| 12-11          | Paranaense - Rio de Janeiro | 0-3 | 25-27, 16-25, 19-25               |
| 12-11          | Flamengo - Minas            | 0-3 | 22-25, 21-25, 30-32               |

| Seconda giornata |                             |     |                            |
|                  |                             |     |                            |
| 15-11            | Bauru - Paranaense          | 3-0 | 25-16, 25-15, 25-19        |
| 15-11            | Flamengo - Barueri          | 0-3 | 17-25, 17-25, 23-25        |
| 15-11            | Country Club - Minas        | 0-3 | 8-25, 17-25, 16-25         |
| 15-11            | Rio de Janeiro - Fluminense | 3-1 | 21-25, 25-23, 25-18, 25-19 |
| 15-11            | Praia Clube - São Caetano   | 3-0 | 25-14, 25-13, 25-13        |
| 16-11            | Osasco - Pinheiros          | 3-1 | 21-25, 25-23, 25-18, 25-14 |

| Terza giornata |                          |     |                                   |
|                |                          |     |                                   |
| 17-11          | São Caetano - Minas      | 0-3 | 11-25, 14-25, 17-25               |
| 19-11          | Country Club - Flamengo  | 1-3 | 25-22, 10-25, 11-25, 18-25        |
| 19-11          | Pinheiros - Praia Clube  | 1-3 | 15-25, 29-27, 22-25, 24-26        |
| 19-11          | Paranaense - Osasco      | 0-3 | 19-25, 23-25, 14-25               |
| 19-11          | Barueri - Rio de Janeiro | 0-3 | 24-26, 23-25, 22-25               |
| 17-11          | Fluminense - Bauru       | 3-2 | 25-23, 22-25, 23-25, 25-20, 15-10 |

| Quarta giornata |                            |     |                                   |
|                 |                            |     |                                   |
| 22-11           | Praia Clube - Paranaense   | 3-1 | 25-19, 26-24, 21-25, 25-21        |
| 22-11           | Minas - Pinheiros          | 3-2 | 25-15, 25-17, 22-25, 22-25, 20-18 |
| 22-11           | Flamengo - Rio de Janeiro  | 0-3 | 21-25, 27-29, 14-25               |
| 23-11           | Bauru - Barueri            | 3-1 | 17-25, 25-17, 25-20, 25-18        |
| 11-12           | Fluminense - Osasco        | 2-3 | 25-21, 22-25, 25-22, 19-25, 11-15 |
| 16-12           | Country Club - São Caetano | 3-0 | 25-19, 26-24, 25-22               |

| Quinta giornata |                          |     |                                   |
|                 |                          |     |                                   |
| 25-11           | Minas - Paranaense       | 3-0 | 25-19, 25-20, 25-23               |
| 25-11           | Praia Clube - Fluminense | 3-1 | 25-19, 25-11, 29-31, 25-18        |
| 25-11           | Rio de Janeiro - Bauru   | 3-0 | 25-23, 25-22, 25-18               |
| 25-11           | Pinheiros - Country Club | 3-1 | 23-25, 25-17, 28-26, 25-16        |
| 25-11           | São Caetano - Flamengo   | 1-3 | 21-25, 14-25, 27-25, 22-25        |
| 25-11           | Barueri - Osasco         | 2-3 | 23-25, 25-15, 25-17, 23-25, 10-15 |

| Sesta giornata |                           |     |                                   |
|                |                           |     |                                   |
| 29-11          | Country Club - Paranaense | 0-3 | 18-25, 14-25, 17-25               |
| 29-11          | Flamengo - Bauru          | 0-3 | 14-25, 22-25, 23-25               |
| 29-11          | Osasco - Rio de Janeiro   | 2-3 | 23-25, 25-21, 22-25, 25-21, 5-15  |
| 30-11          | São Caetano - Pinheiros   | 2-3 | 25-16, 21-25, 19-25, 25-19, 13-15 |
| 07-01          | Barueri - Praia Clube     | 1-3 | 20-25, 25-22, 11-25, 22-25        |
| 07-01          | Minas - Fluminense        | 3-0 | 25-20, 28-26, 25-13               |

| Settima giornata |                              |     |                                   |
|                  |                              |     |                                   |
| 06-12            | Fluminense - Country Club    | 3-0 | 25-21, 25-18, 25-15               |
| 06-12            | Paranaense - São Caetano     | 3-2 | 27-25, 26-28, 25-17, 23-25, 15-12 |
| 06-12            | Bauru - Osasco               | 2-3 | 27-29, 18-25, 25-20, 25-20, 13-15 |
| 07-12            | Pinheiros - Flamengo         | 3-1 | 23-25, 25-8, 25-22, 25-19         |
| 17-12            | Barueri - Minas              | 0-3 | 18-25, 21-25, 14-25               |
| 18-12            | Praia Clube - Rio de Janeiro | 0-3 | 21-25, 14-25, 24-26               |

| Ottava giornata |                          |     |                                   |
|                 |                          |     |                                   |
| 13-12           | Praia Clube - Bauru      | 3-0 | 25-20, 27-25, 25-15               |
| 13-12           | Flamengo - Osasco        | 2-3 | 25-27, 23-25, 30-28, 25-21, 10-15 |
| 13-12           | Pinheiros - Paranaense   | 0-3 | 18-25, 17-25, 19-25               |
| 14-12           | São Caetano - Fluminense | 2-3 | 16-25, 25-23, 14-25, 25-21, 6-15  |
| 14-12           | Country Club - Barueri   | 1-3 | 28-30, 25-23, 23-25, 16-25        |
| 14-12           | Minas - Rio de Janeiro   | 3-0 | 25-23, 25-20, 25-22               |

| Nona giornata |                               |     |                                   |
|               |                               |     |                                   |
| 20-12         | Bauru - Minas                 | 2-3 | 25-20, 22-25, 25-21, 17-25, 7-15  |
| 20-12         | Paranaense - Flamengo         | 3-0 | 25-22, 25-17, 25-21               |
| 20-12         | Fluminense - Pinheiros        | 3-2 | 25-18, 22-25, 25-21, 22-15, 15-9  |
| 21-12         | Barueri - São Caetano         | 3-2 | 25-19, 28-30, 22-25, 25-14, 16-14 |
| 21-12         | Osasco - Praia Clube          | 1-3 | 18-25, 25-22, 13-25, 17-25        |
| 22-12         | Rio de Janeiro - Country Club | 3-0 | 25-18, 25-17, 25-10               |

| Decima giornata |                              |     |                                  |
|                 |                              |     |                                  |
| 03-12           | Country Club - Bauru         | 0-3 | 13-25, 18-25, 19-25              |
| 03-12           | São Caetano - Rio de Janeiro | 0-3 | 20-25, 20-25, 15-25              |
| 10-01           | Minas - Osasco               | 2-3 | 20-25, 25-21, 25-16, 20-25, 9-15 |
| 10-01           | Paranaense - Fluminense      | 1-3 | 25-20, 16-25, 22-25, 18-25       |
| 10-01           | Flamengo - Praia Clube       | 0-3 | 20-25, 19-25, 17-25              |
| 10-01           | Pinheiros - Barueri          | 3-1 | 25-21, 14-25, 25-18, 25-17       |

| Undicesima giornata |                            |     |                                  |
|                     |                            |     |                                  |
| 10-12               | Rio de Janeiro - Pinheiros | 3-1 | 25-22, 25-19, 20-25, 26-24       |
| 10-12               | Bauru - São Caetano        | 3-0 | 25-16, 25-18, 25-22              |
| 14-01               | Fluminense - Flamengo      | 3-0 | 25-16, 25-14, 25-15              |
| 14-01               | Barueri - Paranaense       | 3-1 | 25-19, 20-25, 25-22, 25-15       |
| 14-01               | Osasco - Country Club      | 3-0 | 25-12, 25-17, 25-20              |
| 14-01               | Praia Clube - Minas        | 3-2 | 25-21, 16-25, 22-25, 25-19, 15-9 |

| Dodicesima giornata |                             |     |                            |
|                     |                             |     |                            |
| 17-01               | Praia Clube - Country Club  | 3-0 | 25-20, 25-16, 25-9         |
| 17-01               | Bauru - Pinheiros           | 3-1 | 25-20, 21-25, 25-18, 25-23 |
| 17-01               | Rio de Janeiro - Paranaense | 3-0 | 25-16, 25-17, 25-20        |
| 17-01               | São Caetano - Osasco        | 1-3 | 25-23, 12-25, 22-25, 21-25 |
| 17-01               | Minas - Flamengo            | 3-1 | 22-25, 25-17, 27-25, 25-17 |
| 18-01               | Fluminense - Barueri        | 3-0 | 25-22, 27-25, 25-19        |

| Tredicesima giornata |                             |     |                            |
|                      |                             |     |                            |
| 23-01                | Paranaense - Bauru          | 0-3 | 18-25, 21-25, 18-25        |
| 24-01                | Barueri - Flamengo          | 3-0 | 25-11, 25-19, 25-21        |
| 24-01                | Fluminense - Rio de Janeiro | 0-3 | 22-25, 20-25, 14-25        |
| 24-01                | Pinheiros - Osasco          | 1-3 | 25-18, 20-25, 18-25, 23-25 |
| 24-01                | Minas - Country Club        | 3-0 | 25-20, 25-23, 25-18        |
| 25-01                | São Caetano - Praia Clube   | 0-3 | 16-25, 11-25, 15-25        |

| Quattordicesima giornata |                          |     |                            |
|                          |                          |     |                            |
| 28-01                    | Rio de Janeiro - Barueri | 3-0 | 25-20, 25-17, 25-15        |
| 28-01                    | Praia Clube - Pinheiros  | 3-0 | 25-17, 25-19, 25-19        |
| 28-01                    | Bauru - Fluminense       | 3-0 | 25-20, 27-25, 30-28        |
| 28-01                    | Flamengo - Country Club  | 1-3 | 25-22, 20-25, 22-25, 22-25 |
| 28-01                    | Minas - São Caetano      | 3-0 | 25-21, 25-22, 25-16        |
| 28-01                    | Osasco - Paranaense      | 3-0 | 25-20, 25-21, 25-18        |

| Quindicesima giornata |                            |     |                                   |
|                       |                            |     |                                   |
| 02-02                 | São Caetano - Country Club | 1-3 | 20-25, 25-18, 23-25, 22-25        |
| 04-02                 | Osasco - Fluminense        | 3-1 | 21-25, 25-17, 25-18, 25-20        |
| 04-02                 | Rio de Janeiro - Flamengo  | 3-2 | 23-25, 25-18, 22-25, 25-18, 15-8  |
| 04-02                 | Barueri - Bauru            | 2-3 | 25-21, 26-28, 21-25, 25-22, 12-15 |
| 04-02                 | Paranaense - Praia Clube   | 0-3 | 22-25, 12-25, 18-25               |
| 04-02                 | Pinheiros - Minas          | 0-3 | 13-25, 22-25, 17-25               |

| Sedicesima giornata |                          |     |                                   |
|                     |                          |     |                                   |
| 07-02               | Country Club - Pinheiros | 3-1 | 23-25, 25-17, 25-17, 25-21        |
| 07-02               | Paranaense - Minas       | 1-3 | 20-25, 25-22, 17-25, 20-25        |
| 07-02               | Fluminense - Praia Clube | 0-3 | 21-25, 19-25, 21-25               |
| 07-02               | Osasco - Barueri         | 0-3 | 14-25, 16-25, -25                 |
| 07-02               | Bauru - Rio de Janeiro   | 2-3 | 21-25, 21-25, 25-19, 25-21, 16-18 |
| 08-02               | Flamengo - São Caetano   | 2-3 | 15-25, 20-25, 25-18, 25-17, 13-15 |

| Diciassettesima giornata |                           |     |                                   |
|                          |                           |     |                                   |
| 11-02                    | Rio de Janeiro - Osasco   | 3-1 | 25-23, 23-25, 25-20, 25-23        |
| 11-02                    | Bauru - Flamengo          | 3-2 | 25-19, 16-25, 25-11, 18-25, 19-17 |
| 11-02                    | Praia Clube - Barueri     | 3-0 | 25-9, 25-14, 25-13                |
| 11-02                    | Fluminense - Minas        | 0-3 | 20-25, 16-25, 19-25               |
| 11-02                    | Paranaense - Country Club | 3-0 | 25-19, 25-17, 25-17               |
| 11-02                    | Pinheiros - São Caetano   | 3-2 | 25-18, 25-23, 25-27, 26-28, 15-13 |

| Diciottesima giornata |                              |     |                                   |
|                       |                              |     |                                   |
| 14-02                 | Flamengo - Pinheiros         | 3-2 | 25-19, 21-25, 13-25, 25-23, 15-11 |
| 14-02                 | Country Club - Fluminense    | 0-3 | 15-25, 16-25, 13-25               |
| 14-02                 | Minas - Barueri              | 3-0 | 25-21, 25-19, 25-17               |
| 14-02                 | Rio de Janeiro - Praia Clube | 1-3 | 33-31, 17-25, 16-25, 29-31        |
| 15-02                 | São Caetano - Paranaense     | 0-3 | 23-25, 19-25, 16-25               |
| 15-02                 | Osasco - Bauru               | 0-3 | 21-25, 18-25, 24-26               |

| Diciannovesima giornata |                          |     |                                   |
|                         |                          |     |                                   |
| 20-02                   | Osasco - Flamengo        | 3-1 | 25-18, 25-20, 16-25, 25-13        |
| 20-02                   | Fluminense - São Caetano | 3-0 | 25-10, 25-18, 25-14               |
| 20-02                   | Paranaense - Pinheiros   | 3-1 | 24-26, 30-28, 25-19, 25-19        |
| 21-02                   | Barueri - Country Club   | 3-0 | 25-18, 25-17, 25-23               |
| 06-03                   | Bauru - Praia Clube      | 2-3 | 25-21, 13-25, 15-25, 25-19, 13-15 |
| 06-03                   | Rio de Janeiro - Minas   | 3-1 | 25-15, 22-25, 25-19, 25-22        |

| Ventesima giornata |                               |     |                            |
|                    |                               |     |                            |
| 28-02              | Flamengo - Paranaense         | 3-0 | 25-18, 25-14, 25-17        |
| 28-02              | São Caetano - Barueri         | 1-3 | 12-25, 25-23, 14-25, 17-25 |
| 28-02              | Pinheiros - Fluminense        | 0-3 | 15-25, 14-25, 21-25        |
| 28-02              | Minas - Bauru                 | 3-1 | 17-25, 25-19, 25-14, 25-21 |
| 28-02              | Praia Clube - Osasco          | 3-0 | 25-18, 25-17, 25-19        |
| 29-02              | Country Club - Rio de Janeiro | 1-3 | 14-25, 25-23, 18-25, 19-25 |

| Ventunesima giornata |                              |     |                            |
|                      |                              |     |                            |
| 02-03                | Fluminense - Paranaense      | 0-3 | 22-25, 24-26, 24-26        |
| 02-03                | Barueri - Pinheiros          | 3-1 | 25-22, 17-25, 25-16, 25-20 |
| 02-03                | Praia Clube - Flamengo       | 3-0 | 25-17, 25-21, 25-18        |
| 02-03                | Bauru - Country Club         | 3-0 | 25-15, 25-23, 25-10        |
| 02-03                | Rio de Janeiro - São Caetano | 3-0 | 25-11, 25-15, 25-21        |
| 02-03                | Osasco - Minas               | 1-3 | 20-25, 25-14, 14-25, 23-25 |

| Ventiduesima giornata |                            |     |                                  |
|                       |                            |     |                                  |
| 08-03                 | Paranaense - Barueri       | 1-3 | 25-19, 18-25, 24-26, 23-25       |
| 10-03                 | Flamengo - Fluminense      | 2-3 | 25-19, 25-19, 19-25, 17-25, 6-15 |
| 10-03                 | Pinheiros - Rio de Janeiro | 0-3 | 19-25, 21-25, 15-25              |
| 10-03                 | São Caetano - Bauru        | 0-3 | 19-25, 19-25, 24-26              |
| 10-03                 | Country Club - Osasco      | 1-3 | 22-25, 25-20, 19-25, 22-25       |
| 10-03                 | Minas - Praia Clube        | 3-1 | 23-25, 25-16, 25-18, 25-16       |

#### Classifica
| Pos. | Squadra        | Pt | G  | V  | P  | SV | SP | Ratio | PF    | PS    | Ratio |
| ---- | -------------- | -- | -- | -- | -- | -- | -- | ----- | ----- | ----- | ----- |
| 1.   | Praia Clube    | 58 | 22 | 20 | 2  | 61 | 16 | 3,813 | 1 854 | 1 477 | 1,255 |
| 2.   | Rio de Janeiro | 57 | 22 | 20 | 2  | 61 | 17 | 3,588 | 1 878 | 1 588 | 1,183 |
| 3.   | Minas          | 57 | 22 | 19 | 3  | 62 | 18 | 3,444 | 1 884 | 1 579 | 1,193 |
| 4.   | Bauru          | 43 | 22 | 13 | 9  | 52 | 33 | 1,576 | 1 900 | 1 778 | 1,069 |
| 5.   | Osasco         | 41 | 22 | 15 | 7  | 50 | 37 | 1,351 | 1 916 | 1 852 | 1,035 |
| 6.   | Barueri        | 34 | 22 | 11 | 11 | 40 | 40 | 1,000 | 1 763 | 1 736 | 1,016 |
| 7.   | Fluminense     | 30 | 22 | 11 | 11 | 38 | 42 | 0,905 | 1 761 | 1 704 | 1,033 |
| 8.   | Paranaense     | 23 | 22 | 8  | 14 | 29 | 45 | 0,644 | 1 593 | 1 698 | 0,938 |
| 9.   | Pinheiros      | 18 | 22 | 6  | 16 | 32 | 57 | 0,561 | 1 863 | 2 032 | 0,917 |
| 10.  | Flamengo       | 16 | 22 | 4  | 18 | 26 | 58 | 0,448 | 1 707 | 1 903 | 0,897 |
| 11.  | Country Club   | 12 | 22 | 4  | 18 | 17 | 57 | 0,298 | 1 417 | 1 793 | 0,790 |
| 12.  | São Caetano    | 7  | 22 | 1  | 21 | 17 | 65 | 0,262 | 1 550 | 1 946 | 0,797 |

      Qualificata ai play-off scudetto.
      Retrocessa in Superliga Série B.

## Classifica finale
| Pos | Squadra        | Qualificazione         |
| --- | -------------- | ---------------------- |
| 1   | Praia Clube    |                        |
| 2   | Rio de Janeiro |                        |
| 3   | Minas          |                        |
| 4   | Bauru          |                        |
| 5   | Osasco         |                        |
| 6   | Barueri        |                        |
| 7   | Fluminense     |                        |
| 8   | Paranaense     |                        |
| 9   | Pinheiros      |                        |
| 10  | Flamengo       |                        |
| 11  | Country Club   | Superliga Série B 2021 |
| 12  | São Caetano    | Superliga Série B 2021 |

## Statistiche
| Rendimento individuale | Rendimento individuale | Rendimento individuale | Rendimento individuale |
| Pos.                   | Nome                   | Punti                  | Squadra                |
| ---------------------- | ---------------------- | ---------------------- | ---------------------- |
| 1                      | Polina Rahimova        | 428                    | Bauru                  |
| 2                      | Lorenne Teixeira       | 299                    | Barueri                |
| 3                      | Ana Paula Borgo        | 354                    | Fluminense             |
| 4                      | Thaísa de Menezes      | 332                    | Minas                  |
| 5                      | Thaís de Souza         | 324                    | Fluminense             |
| 6                      | Tandara Caixeta        | 299                    | Rio de Janeiro         |
| 7                      | Domingas de Araújo     | 287                    | São Caetano            |
| 8                      | Sabrina Machado        | 282                    | Paranaense             |
| 9                      | Maiara Basso           | 270                    | Country Club           |
| 10                     | Tainara Santos         | 265                    | Barueri                |

| Attacchi vincenti | Attacchi vincenti  | Attacchi vincenti | Attacchi vincenti |
| Pos.              | Nome               | Punti             | Squadra           |
| ----------------- | ------------------ | ----------------- | ----------------- |
| 1                 | Polina Rahimova    | 354               | Bauru             |
| 2                 | Ana Paula Borgo    | 319               | Fluminense        |
| 2                 | Lorenne Teixeira   | 299               | Barueri           |
| 4                 | Thaís de Souza     | 287               | Fluminense        |
| 5                 | Domingas de Araújo | 263               | São Caetano       |
| 6                 | Tandara Caixeta    | 262               | Rio de Janeiro    |
| 7                 | Brayelin Martínez  | 239               | Praia Clube       |
| 8                 | Sabrina Machado    | 238               | Paranaense        |
| 9                 | Maiara Basso       | 223               | Country Club      |
| 10                | Tifanny de Abreu   | 221               | Bauru             |

| Muri vincenti | Muri vincenti         | Muri vincenti | Muri vincenti  |
| Pos.          | Nome                  | Punti         | Squadra        |
| ------------- | --------------------- | ------------- | -------------- |
| 1             | Thaísa de Menezes     | 94            | Minas          |
| 2             | Ana Carolina da Silva | 91            | Praia Clube    |
| 3             | Letícia Hage          | 73            | Fluminense     |
| 4             | Camila Monteiro       | 72            | Pinheiros      |
| 5             | Juciely Barreto       | 68            | Rio de Janeiro |
| 6             | Mara Leão             | 63            | Osasco         |
| 7             | Caroline Gattaz       | 60            | Minas          |
| 8             | Ana Beatriz Corrêa    | 57            | Osasco         |
| 9             | Mayany de Souza       | 56            | Barueri        |
| 10            | Gabriella da Silva    | 48            | São Caetano    |
| 10            | Milka da Silva        | 48            | Rio de Janeiro |
| 10            | Vivian Rodrigues      | 48            | Country Club   |

| Battute vincenti | Battute vincenti      | Battute vincenti | Battute vincenti |
| Pos.             | Nome                  | Punti            | Squadra          |
| ---------------- | --------------------- | ---------------- | ---------------- |
| 1                | Polina Rahimova       | 45               | Bauru            |
| 2                | Thaísa de Menezes     | 36               | Minas            |
| 3                | Roberta Ratzke        | 35               | Osasco           |
| 4                | Juma da Silva         | 25               | Barueri          |
| 5                | Josefa de Souza       | 24               | Rio de Janeiro   |
| 6                | Victoria Mayer        | 24               | Flamengo         |
| 7                | Mácris Carneiro       | 23               | Minas            |
| 8                | Priscila Daroit       | 23               | Praia Clube      |
| 9                | Ana Carolina da Silva | 22               | Praia Clube      |
| 10               | Juciely Barreto       | 21               | Rio de Janeiro   |
| 10               | Sara da Silva         | 21               | Paranaense       |
| 10               | Fernanda Garay        | 21               | Praia Clube      |
| 10               | Sabrina Machado       | 21               | Paranaense       |